# Pravi mnogoceličarji
Právi mnogocéličarji ali evmetazóji (znanstveno ime Eumetazoa) so naprednejša skupina mnogoceličarjev, ki že imajo tkiva, organe in organske sisteme. Celice so specializirane, ne morejo več živeti samostojno.

## Organizacijski tipi
- nečlenarji - imajo enotno notranjo zgradbo, so brez okončin, a imajo njim podobne strukture, npr. ožigalkarji, gliste, mehkužci
- mnogočlenarji - imajo členkaste okončine oz. ekstremitete členjeno telo - telo ima več delov, ki se lahko povežejo v telesne oddelke, npr. kolobarniki, členonožci
- maločlenarji - imajo telo iz treh členov, predstavljajo regresiven oz. nazadnjaški razvoj, npr. mahovnjaki, iglokožci
- strunarji - njihov osnovni oporni organ je hrbtna struna oz. korda, bolj razviti imajo hrbtenico, npr. brezglavci, vretenčarji